# Wereldkampioenschappen baanwielrennen 1997
De wereldkampioenschappen baanwielrennen 1997 werden van 27 augustus tot en met 31 augustus 1997 gehouden in het Perth SpeedDome in de Australische stad Perth. Er stonden twaalf onderdelen op het programma, acht voor mannen en vier voor vrouwen.

## Medailles

### Mannen
| Onderdeel            | Goud | Goud                                                                          | Zilver | Zilver                                                                    | Brons | Brons                                                           |
| -------------------- | ---- | ----------------------------------------------------------------------------- | ------ | ------------------------------------------------------------------------- | ----- | --------------------------------------------------------------- |
| Sprint               | FRA  | Florian Rousseau                                                              | GER    | Jens Fiedler                                                              | AUS   | Darryn Hill                                                     |
| 1 km tijdrit         | AUS  | Shane Kelly                                                                   | GER    | Sören Lausberg                                                            | GER   | Stefan Nimke                                                    |
| Achtervolging        | FRA  | Philippe Ermenault                                                            | RUS    | Aleksej Markov                                                            | ITA   | Andrea Collinelli                                               |
| Ploegenachtervolging | ITA  | Andrea Colinelli Adler Capelli Cristiano Citton Mario Benetton Mauro Trentini | UKR    | Alexander Simonenko Serhij Matvjejev Alexander Fedenko Alexander Klimenko | FRA   | Philippe Ermenault Jérôme Neuville Carlos Da Cruz Franck Perque |
| Teamsprint           | FRA  | Vincent Le Quellec Florian Rousseau Arnaud Tournant                           | GER    | Sören Lausberg Eyk Pokorny Jan Van Eijden                                 | AUS   | Danny Day Shane Kelly Sean Eadie                                |
| Keirin               | FRA  | Frédéric Magné                                                                | RSA    | Jean-Pierre Van Zyl                                                       | USA   | Marty Nothstein                                                 |
| Puntenkoers          | ITA  | Silvio Martinello                                                             | CHE    | Bruno Risi                                                                | ESP   | Juan Llaneras                                                   |
| Koppelkoers          | ESP  | Juan Llaneras Miguel Alzamora                                                 | ITA    | Silvio Martinello Marco Villa                                             | ARG   | Gabriel Curuchet Juan Esteban Curuchet                          |

- Renners van wie de namen schuingedrukt staan kwamen in actie tijdens minimaal één ronde maar niet tijdens de finale.

### Vrouwen
| Onderdeel     | Goud | Goud              | Zilver | Zilver                | Brons | Brons                 |
| ------------- | ---- | ----------------- | ------ | --------------------- | ----- | --------------------- |
| Sprint        | FRA  | Félicia Ballanger | AUS    | Michelle Ferris       | RUS   | Oksana Grichina       |
| 500m tijdrit  | FRA  | Félicia Ballanger | AUS    | Michelle Ferris       | FRA   | Magali Humbert-Faure  |
| Achtervolging | GER  | Judith Arndt      | RUS    | Natalia Karimova      | GBR   | Yvonne McGregor       |
| Puntenkoers   | RUS  | Natalia Karimova  | ESP    | Teodora Ruano Sanchon | MEX   | Belem Guerrero Mendez |

### Medaillespiegel
| Plaats | Land                | Goud | Zilver | Brons | Totaal |
| 1      | Frankrijk           | 6    | 0      | 2     | 8      |
| 2      | Italië              | 2    | 1      | 1     | 4      |
| 3      | Duitsland           | 1    | 3      | 1     | 5      |
| 4      | Australië           | 1    | 2      | 2     | 5      |
| 5      | Rusland             | 1    | 2      | 1     | 4      |
| 6      | Spanje              | 1    | 1      | 1     | 3      |
| 7      | Zwitserland         | 0    | 1      | 0     | 1      |
| 7      | Oekraïne            | 0    | 1      | 0     | 1      |
| 7      | Zuid-Afrika         | 0    | 1      | 0     | 1      |
| 10     | Argentinië          | 0    | 0      | 1     | 1      |
| 10     | Verenigd Koninkrijk | 0    | 0      | 1     | 1      |
| 10     | Mexico              | 0    | 0      | 1     | 1      |
| 10     | Verenigde Staten    | 0    | 0      | 1     | 1      |
| Totaal | Totaal              | 12   | 12     | 12    | 36     |